# طرفایه
طرفایه یکی از شهرهای کشور مراکش است. طرفایه در کرانه اقیانوس اطلس قرار دارد.